# Casa Fajol
La Casa Fajol es un edificio modernista situado en el número 20 de la calle Llançà, junto a la plaza de España en Barcelona.
Realizado en el año 1912 por el arquitecto Josep Graner i Prat, la gran singularidad de su fachada es el coronamiento del edificio representando una gran mariposa con las alas desplegadas, de una policromía espectacular, realizada con la técnica del trencadís, tan común en el modernismo catalán.
Debido a esta ornamentación la casa es popularmente conocida como la casa de la papallona (la casa de la mariposa).

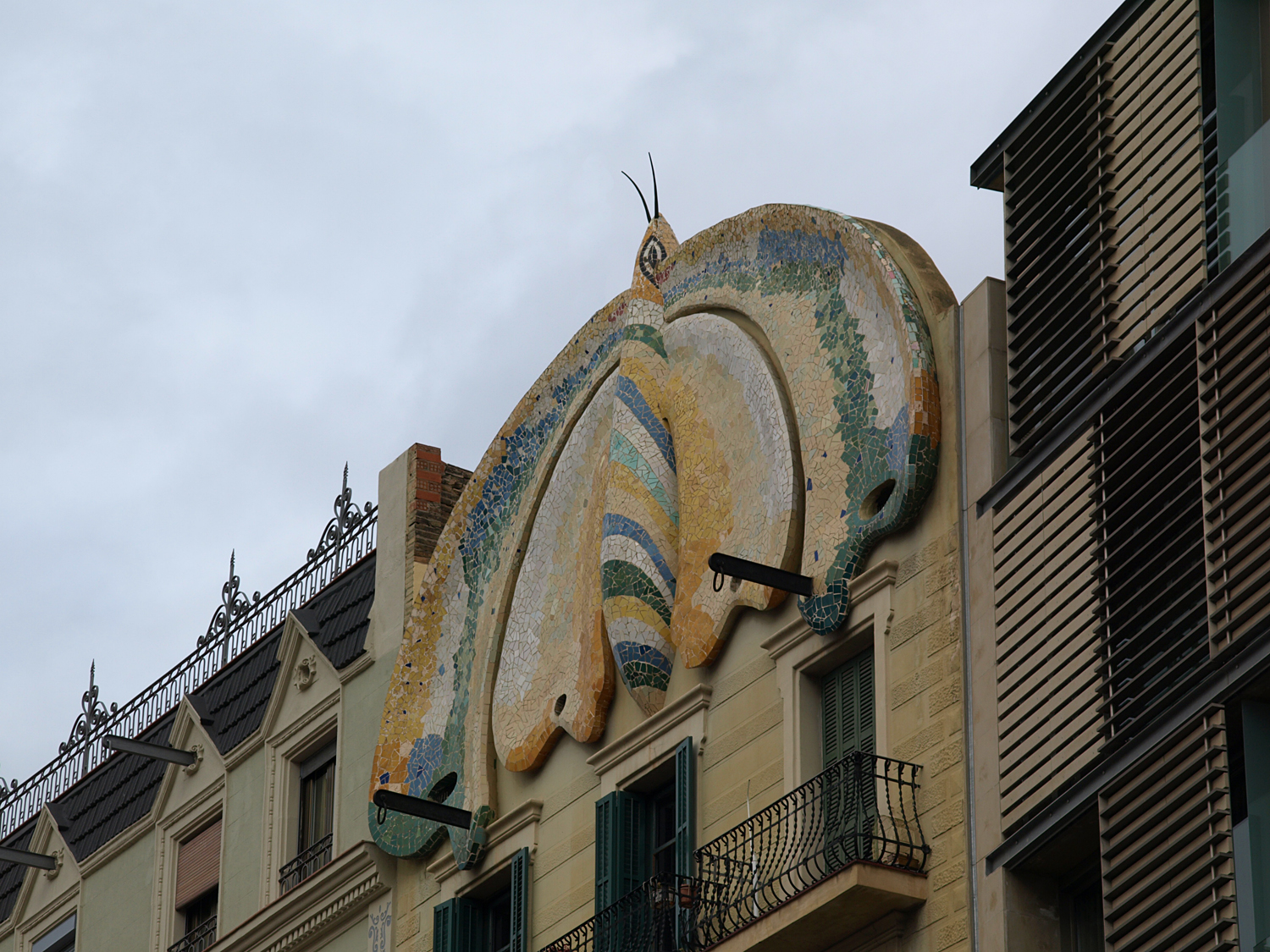
Coronamiento de la fachada en forma de mariposa
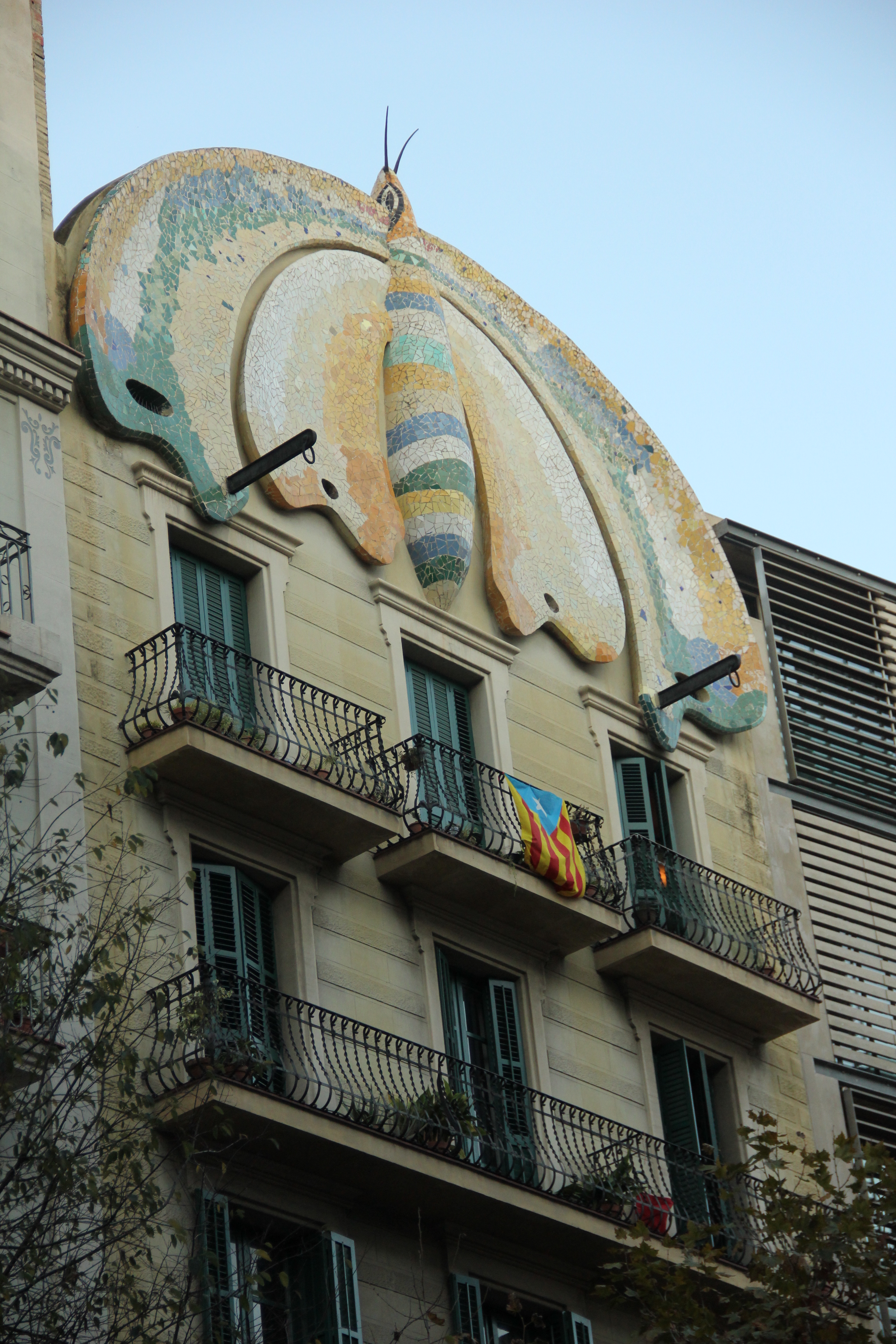
Diferente perspectiva del coronamiento